# Goldene Meile (Rheinland-Pfalz)

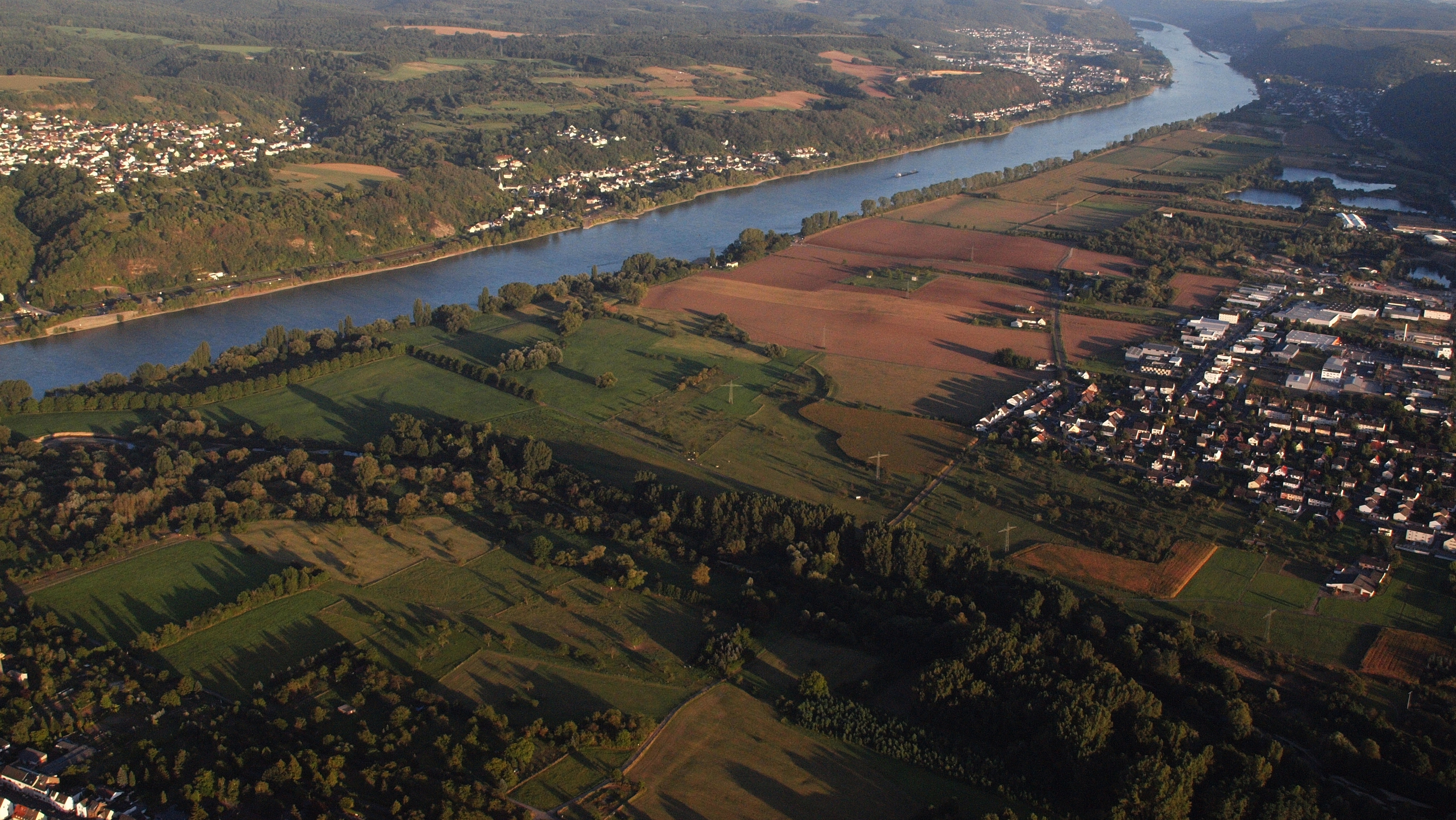
Goldene Meile südlich von Remagen 2012. Oben links: Dattenberg. Bildmitte oben: Leubsdorf, rechts: Sinzig, im Vordergrund die Ahr

Als Goldene Meile wird die zwischen Bad Breisig und Remagen liegende fruchtbare Ebene links des Rheins bezeichnet. Die Bezeichnung „golden“ rührt von der Fruchtbarkeit des Bodens in diesem Bereich her. Naturräumlich lässt sie sich der Linz-Hönninger Talweitung des Unteren Mittelrheintals zuordnen.

In diesem Abschnitt des Rheintals wurden in den Kriegsgefangenenlagern Remagen und Sinzig im Frühjahr 1945 deutsche Soldaten von den US-Streitkräften unter freiem Himmel gefangen gehalten.

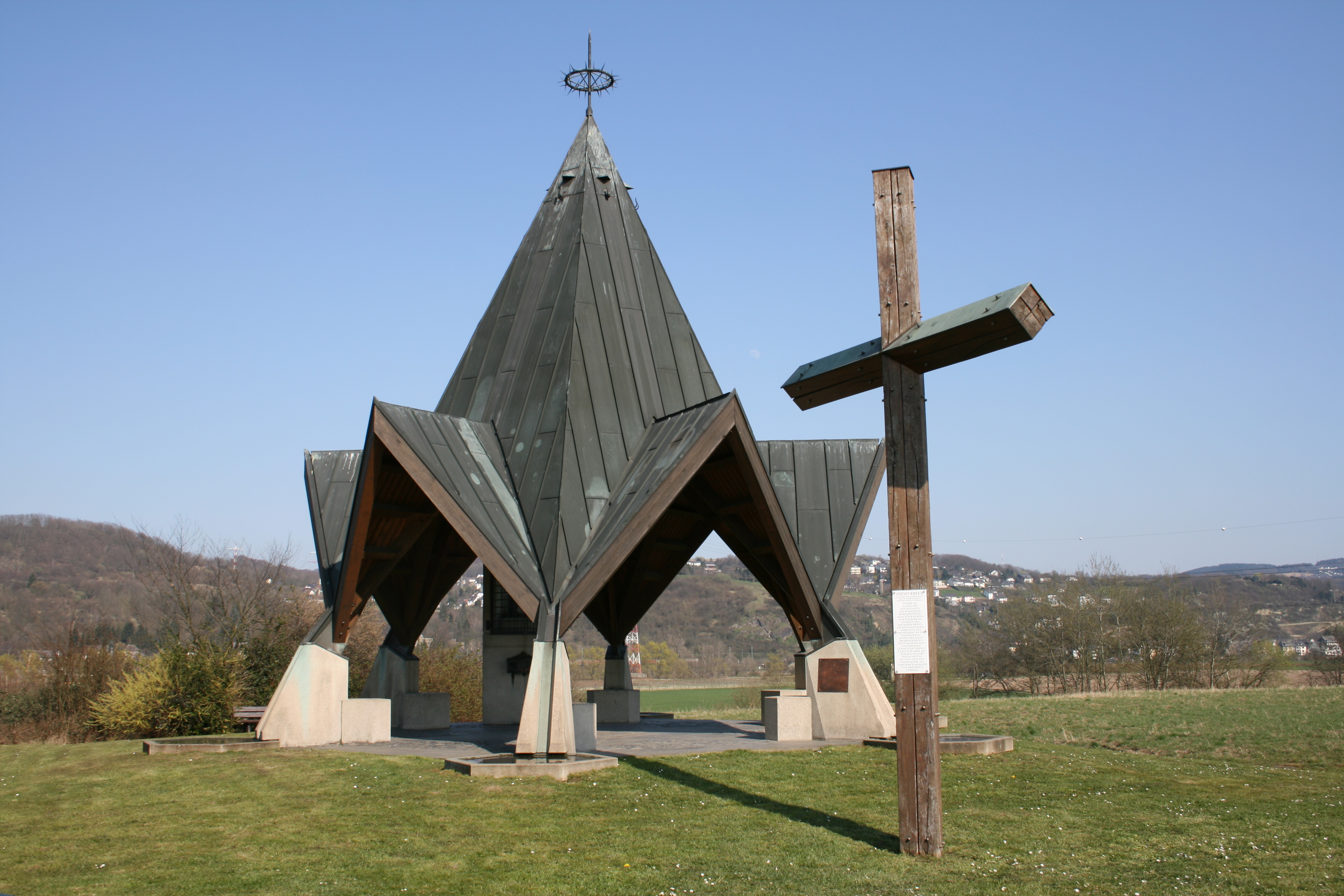
Die Kapelle Schwarze Madonna in Remagen

Im Jahr 1972 wurde der geplante Bau eines Kernkraftwerkes im Großraum Koblenz bekannt; als einer der möglichen Standorte kam die Goldene Meile zwischen Bad Breisig und Sinzig in Frage. Aus Gründen des Trinkwasserschutzes wurde diese Planung später aufgegeben; stattdessen wurde bei Koblenz das Kernkraftwerk Mülheim-Kärlich realisiert.